# Falcon (bier)
Falcon is een Zweeds biermerk. Het bier wordt gebrouwen door Carlsberg Sverige te Falkenberg. Het bier werd in 1955 op de markt gebracht door brouwerij Falcon. Sinds 1996 maakt de brouwerij deel uit van de Deense Carlsberg-groep.

## Varianten
- Falcon Beer, blonde lager met een alcoholpercentage van 2,8%
- Falcon Export, blonde lager met een alcoholpercentage van 5,2%
- Falcon Raw, blonde ongefilterde lager met een alcoholpercentage van 4,5%
- Falcon Extra Brew, blonde lager met een alcoholpercentage van 3,5%
- Falcon Special Brew, blonde lager met een alcoholpercentage van 5,9%
- Falcon Strong Brew, blonde lager met een alcoholpercentage van 7,2%
- Falcon Julöl, donkere lager (kerstbier) met een alcoholpercentage van 3,5% of 5,2%
- Falcon Bayerskt, donkere lager met een alcoholpercentage van 2,1% (lättöl), 2,8%, 3,5% of 5,2%
- Falcon Alcoholfri, blond bier met een alcoholpercentage van 0%
- Falcon Julmumma, bruin bier met een alcoholpercentage van 5,2%[1]